# Chikkajogi Tanda, Kudligi
Chikkajogi Tanda là một làng thuộc tehsil Kudligi, huyện Bellary, bang Karnataka, Ấn Độ.